# غزهای کرمان
غزها در کرمان، حکومتی که با رهبری ملک دینار توانست در سال ۵۸۳ هجری سلجوقیان کرمان را در زمان محمد دوم نابود کرده و غزان را در کرمان مستقر سازد و حکومت غزهای کرمان را تشکیل دهد. این حکومت سرانجام پس از تقریباً ۵۰ سال توسط قراختاییان نابود شد.

## پیشینه
غزها طائفه‌ای از ترکمانان مسلمان در شهرهای ماورالنهر بودند. آنگاه که قراختاییان سرزمین ماوراءالنهر رابه تصرف خود درآوردند و آن‌ها را از آن دیار بیرون راندند؛ غزها در قالب گروه‌های بزرگ به سوی خراسان رفتند و در چراگاه‌های نزدیک ختلان دراطراف بلخ ساکن شدند. براساس منابع بیزانسی ترکان غز را و منابع روسی آنان را نوشته‌اند که از اولی نام (آغوز) و از دومی نام (ترک) پدید آمده‌است.
درزمان سلطنت سنجر غزها امیرانی مثل دینار، بختیار، طوطی، ارسلان، چغر و محمود داشتند که دوستدار سنجر بودند.
غزها علیه مالیات سنگینی که حکومت سلجوقی از آن‌ها طلب می‌کرد دست به شورش زدند و سپاه بزرگ سلطان سنجر را شکست دادند و غزها به تمام خراسان یورش بردند و به ظلم و جنایتی دست زدند که تا آن زمان کسی ندیده بود.

## حکومت
غزها خرابی‌های زیادی به بار آوردند و در حالی که آن دیار دچار قحطی بود به آنجا یورش بردند. زمانی که غزها به کرمان یورش بردند حکومت سلجوقیان کرمان یا (آل قاورد) در کرمان حکومت می‌کردند. در همین زمان تورانشاه کشته می‌شود و بعد از او مبارکشاه آخرین حاکم آل قاورد رو ی کار می‌آید.

## ملک دینار
ملک دینار در سال ۵۸۱ هجری از دست سلطان شاه که به سرخس حمله کرده بود فرار کرد و به کرمان رفت. سپاه کرمان توان مقاومت را نداشت. ملک دینار شهر کرمان را بدست آورد و در مدت هشت سال حکومت او آرامش به کرمان بازگشت. ملک دینار بدون غارت و جنگی شهر بردسیر و خبیص اطراف آن را فتح کرد.
ملک دینار از خاتون کرمانی دختر ملک طغرل و عمهٔ محمدشاه خواستگاری کرد. او همچنین به دیدار پادشاه جزیره قیس رفت پادشاه قیس برای وی هدایای با ارزشی فرستاد. لشکر غز چند مرتبه علیه ملک دینار توطئه کردند. در زمان او فرزندان مجاهد شورش کردند و ملک با آنان درگیر شد و دینار کوبنان جیرفت هرمز و قلعهٔ منوجان را گرفت. ملک دینار وزیرش خواجه جمال را عزل کرد و ناصح الدین را وزیر خود کرد.
ملک دینار در سال۵۹۱ بر اثر بیماری سرسام درگذشت.

## علاءالدین فرخ‌شاه
علاءالدین فرخ‌شاه برجای پدر نشست و تمام خزانهٔ پدر را خرج کرد. علاءالدین فرخ‌شاه از غزها نفرت داشت و همسر ملک دینار احتمالاً دختر ملک موید و خواهر طغان‌شاه بعد از مرگ ملک دینار به قتل رسید.
امیر عزالدین زکریا با غزها دربافت بود به خدمت فرخ‌شاه رغبت نشان داده ونام اتابکی بر وی نهاد و چند سرهنگ که برگزیده پدرش بوده نیز خدمت او بودند و در زمان او سرهنگ شدند و دست به شمشیر بردن رواج یافت.
در زمان حکومت وی سرهنگان وزیرانش و خواصش را گرفتند و برخی را کشتند و برخی دیگر را زندانی کردند به فرخ‌شاه گفتند که این افراد فساد کردند.
فرخ‌شاه در زمان ملک دینار به نوا (گروگان) به خوارزم فرستاده بود. از دست سرهنگان به ولایت خوارزم رفت و ارسلان شاه نوهٔ خوارزمشاه به کرمان روی آورد با لشکر تمام به کرمان رفت و سپاه غز با شنیدن آمدن سپاه خراسان به بیابان زنوقان رفتند و ارسلان‌شاه باشنیدن این خبر و مرگ فرخ‌شاه در کرمان به خوارزم بازگشت. سرهنگان خزینه و انبار ملک دینار را به جانب خراسان و خوارزم فرستادند. انواع تحف و اسب‌های تازی را به خدمت خوارزمشاه و پسرش ملک خان (که در نیشابور بود) می‌فرستادند

## عجم‌شاه
عجم‌شاه پسر کوچک‌تر ملک دینار بود. ملک دینار سپهسالاری داشت به اسم شجاع الدین سرهنگچه که مردی جلد بود و ملک او را بسیار دوست داشت. او را با چند سرهنگ در خدمت پسرش عجم‌شاه به بم فرستاد و وقتی ملک دینار مرد و فرخ‌شاه ملک شد بین سرهنگ‌های بم اختلاف افتاد سرهنگچه عجم‌شاه را به قلعه بردند و بین سرهنگان جنگ درگرفت. در نتیجه سکه و خطبه به نام خوارزم زدند و با غزها جنگیدند و سرهنگچه عجم‌شاه را در خانه‌ای محبوس داشت.
از طرف خوارزم دو امیر به شحنگی بردسیر و بم آمدند و مصاحب شان قاضی کرمان بود. و میان ترکان شهر اختلاف افتاد و فتنه‌ای عظیم افتاد خوارزمشاه بردسیر را گرفت و پسر کوچک‌تر خود هندو خان را همراه با امیر نصرت که ولایت و امارت زوزن را داشت وبا لشکر تمام که عنوان اتابکی ارسلان خان داشت به خدمت او فرستاد و شهر بردسیر را گرفتند و فرخ‌شاه را از شهر بیرون کردند و امیر زیرک بلجک را آوردند عنوان ملکی دادند. در سال ۵۸۶ که نه لشکری داشت نه خراجی داشت.
در سال ۵۸۷ دو بار غزها بر بردسیر و به دو فرسنگی حصار شهر رسیدند اما نتوانستند شهر را بگیرند و میان امیر زیرک و آلب ارسلان اختلاف افتاد و به عادت قدیم آلب ارسلان تلاش به قتل امیر زیرک کرد و موفق شد او را بکشد.

## جلال الدین الوزرا
جلال الدین الوزرا با سپاهی بزرگ از طرف خراسان به سمت کرمان آمد اتابک نیز با او ارتباط برقرار کرد و غزها به حصار خواهران (سه خواهر) رفتند و چند روز مقاومت کردند چون غزها به وقت فرار هرچه از غلات در کرمان بود را به تاراج بردند و چون محاصره به زمستان کشیده شد به مردمان کرمان سخت گذشت. جلال الدین الوزرا رفت و حسام الدین عمر از خوارزم به حکومت کرمان آمد و خواجه رضی زوزنی به طرف خراسان فرار کرد.
جلال‌الدین الوزرا در کرمان ماند در بردسیر وکرمان آبادانی بسیار کرد. حسام الدین عمر از جانب خراسان به کرمان آمد و جلال‌الدین الوزرا حاجبی رابه او سپرد و به خانهٔ خود رفت.
حسام الدین عمر نگهداری ملک را بخوبی نمی‌دانست و وقتی او به کرمان رسید خواجه رضی از کرمان فرار کرد و به زوزن رفت. سپاه غز وقتی حاجب کرمان را ضعیف دیدند دوباره قصد کرمان کردند. در سال ۵۹۰ به سوی کرمان رفتند در زمان محاصره حاجب عمر مرد و پسرش که جانشین او شد مانند پدر در نگهداری ملک بی‌تجربه بود و سپاه غز خرابی‌های بسیاری وجود آورد چنان شد که فقط ناصح الدین وچند سرهنگ ماندند.
در زمستان ۵۹۰ که پسر حسام الدین عمر در شهر بود و غز بر شهر خرابی‌های بسیار آورده بود امرای ایگ بر عزم طلب ملک کرمان کردند و دفع غز به کرمان از طرف جیرفت رفتند. امیر قظب الدین مبارز و برادرش امیر نظام الدین محمود با سپاهی ده هزار نفره سواره و پیاده از ایگ به راه جیرفت رفتند. امیرنظام الدین از قبل به ملک کرمان چشم داشته. لشکر ایگ به غزها حمله کردند و غزها از دروازهٔ بم رفتند و با لشکر ایگ مواجه شد و ایگ‌ها پیروز شدند و مال‌ها از غزها گرفتند و ثروت زیادی از این پیروزی نصیب ایگ‌ها می‌شود.
نظام الدین در دوران پادشاهی خود هرچه در دیوان و خزینه بود را خرج کرده بود و دیگر هیچ چیزی باقی نمانده بود و اصحاب دیوان تنها راه و چاره را گرفتن پول از رعیت دیدند و به مردم سختی زیادی دادند تا پول از آنان بگیرند. در نتیجه مردم بعد از گذشت یک سال که ظلم نظام الدین را تحمل کردند و بعضی از مردم هم شهر را ترک کرده بودند؛ شبانه به سرای او حمله کردند. در این شب به سه جا نامه نوشتند از آن‌ها برای آمدن به جای نظام الدین دعوت کردند: به سیرجان، به غز و به خواجه جمال در طبس. آن سه هم که طمع کرمان را داشتند دعوت را قبول کردند.
در تمام این مدت عجم‌شاه پسر ملک دینار در خوارزم بود اما تصمیم گرفت به غزها ملحق شود با آنان به کرمان رفتند. مردم کرمان غز را ترجیح دادند و قلعه را عجم‌شاه تسخیر کرد. درابتدا غز اصرار بر کشتن نظام‌الدین داشتند ولی عجم‌شاه، جانِ نظام‌الدین را نجات داد و در ظاهر شخص دیگری را کشت که شبیه به نظام‌الدین بود. از طرف فارس شخصی آمد و نظام‌الدین را طلب کرد و عجم‌شاه هم نظام‌الدین را تحویل داد.
در سال ۶۰۰ رسولی از طرف فارس آمد و خراج خواست اما غز قبول نکردند. عزالدین فضلون که فرستاده از فارس بود با پانصد سوار آنجا آمده بود بعد از اطاعت نکردن غز از خراج، چند وقت اصرار کرد و درون قلعه ماند. از طرف فارس کمک آوردند بعد از مدتی تبدیل به لشکری عظیم شد که غزها با دیدن این جمعیت صلح کردند و شهر از غزها خالی شد و سپاه فارس شهر را گرفت.